# Скотт Сторч
Скотт Спе́нсер Сторч (англ. Scott Spencer Storch; нар. 16 грудня 1973, Лонг-Айленд, Нью-Йорк, США) - американський музичний продюсер, який здебільшого працює з хіп-хоп- музикою. Він продюсував хіти багатьом відомим виконавцям, таким як Джастін Тімберлейк, Бейонсе, Крістіна Агілера, Dr. Dre, 50 Cent, The Game, Snoop Dogg та Lil' Kim. Він спродюсував пісню «Cry Me a River» Тімберлейка, «Baby Boy», «Naughty Girl», «Me, Myself & I», «Westside Story», «Still D.R.E.» і багато інших.

## Біографія
Сторч народився на Лонг-Айленді (штат Нью-Йорк). Його мати Джойс Сторч була клубною співачкою. А батько Філ Сторч — репортером. Батьки заробляли мало, постійно скандалили та били один одного. Вони розлучилися у 1983 році. Сторч залишився жити з бабусею та дядьком. Його дядько Джеремі Сторч був засновником соул-рок-групи The Vagrants.
У віці 11 років Сторч переїхав до Маямі (штат Флорида), де й виріс. Скотт втік із дому у віці 15 років. Він жив у квартирі свого найкращого друга DJ Scratch. У 1993 році Сторч приєднався до хіп-хоп-колективу The Roots як клавішник. За 2 роки, проведених у складі гурту, він заробив репутацію талановитого музиканта і паралельно вносив все більший внесок у справу гурту, іноді беручи на себе обов'язки продюсера.

## Кар'єра
Перший особистий прорив стався 2000 року, коли Dr. Dre використовував рифи за його авторством для головного хіта зі свого нового альбому, «Still D.R.E.». Співпраця з ним не пройшла даремно і вилилося в плідну роботу з Xzibit, 50 Cent, Eve, Snoop Dogg та іншими зірками.